# 5인의 탐정가
5인의 탐정가(Murder by Death)는 1976년에 만들어진 미국 영화이다. 미스터리를 좋아하는 대부호 라이오넬 트웨인이 자신의 저택에 유명한 탐정 다섯 명을 초대해 저녁 만찬을 대접하고, 그들에게 자신이 꾸민 살인 사건을 풀게 한다는 줄거리의 미스터리 코미디물이다. 같은 해 베니스 국제 영화제에 출품되었다.

## 캐스팅

### 초대자
- 트루먼 카포티 : 라이오넬 트웨인 역

### 탐정
- 피터 포크 : 샘 다이아몬드 역
- 데이비드 니븐 : 딕 찰스턴 역
- 피터 셀러스 : 시드니 왕 역
- 제임스 코코 : 밀로 페리에 역
- 엘자 란체스터 : 제시카 마플즈 역

### 탐정의 일행
- 아일린 브레넌 : 테스 스케핑턴 역
- 매기 스미스 : 도라 찰스턴 역
- 리처드 나리타 : 윌리 역
- 제임스 크롬웰 : 마르셀 카세트 역
- 에스텔 윈우드 : 미스 위더스 역

### 저택의 인물들
- 알렉 기네스 : 집사 벤슨멈 역
- 낸시 워커 : 하녀 역